# Pit-Fighter
Pit-Fighter je bojová arkáda pro jednoho až tři hráče. Byla vydána v roce 1990 na arkádových automatech, o rok později byla vydána pro počítače Amstrad CPC, Sinclair ZX Spectrum, C64, Atari ST, Amiga, MS-DOS, SNES, Game Boy, Genesis, Lynx, Master System.

## Hratelnost
Pokud hraje jeden hráč, bojuje proti jednomu protivníkovi, pokud hrají dva hráči, bojují proti dvěma protivníkům a pokud hrají tři hráči, bojují proti dvěma nebo třem protivníkům. Mezi každými třemi koly je bonusový souboj, kdy při hře více hráčů bojují hráči mezi sebou, při hře jednoho hráče hráč bojuje proti stejnému bojovníkovi jako bojovník hráče ovládanému počítačem.
Před závěrečným soubojem s Masked Warriorem hráči musí svést souboj se dvěma Chainman Eddiemi, poté bojují zápas mezi sebou, a pouze vítěz (jeden hráč) postupuje do souboje s Masked Warriorem. Při hře jednoho hráče po souboji se dvěma Chainman Eddiemi hráč po vítězství rovnou postupuje do souboje s Masked Warriorem.

## Postavy
Hráči mají k dispozici bojovníky:
- Buzz – bývalý profesionální wrestler,
- Ty – šampión v kicboxu,
- Kato – zápasník juda.

Protivníky jsou:
- Executioner
- Southside Jim
- Angel
- C.C. Rider
- Mad Miles
- Heavy Metal
- Chainman Eddie
- Masked Warrior

## Specifika jednotlivých platforem
Verze pro ZX Spectrum umožňuje hru jednoho nebo dvou hráčů, jeden z hráčů k ovládání postavy používá joystick, druhý musí používat klávesnici. Oba hráči mají stejného bojovníka, není možné, že jeden hráč by si vybral např. Buzze a druhý např. Tya.